# Směr jih
Směr jih (v anglickém originále Due South) je kanadský komediální a akční seriál, který byl navržen Paulem Haggisem pro společnost Alliance Communications. Hlavní role v seriálu ztvárnili Paul Gross, David Marciano a v později odvysílaných epizodách i Callum Keith Rennie. Seriál byl původně odvysílán mezi lety 1994 a 1999 a měl celkem 67 epizod.
Seriál se odehrává v Chicagu a sleduje osudy konstábla Bentona Frasera (Paul Gross), jež slouží u kanadské jízdní policie (Royal Canadian Mounted Police, RCMP) a jeho kolegy z Chicagského policejního oddělení Raymonda Vecchia (David Marciano). Benton Fraser byl k tomuto oddělení přiřazen kanadským konzulátem pro řešení případů s mezinárodním i městským důsledkem. Další roli v seriálu má Fraserův pes Diefenbaker. Od třetí série Fraser pracuje s detektivem Stanley Kowalskim, jež nahradil Vecchia, který odešel k tajným policejním jednotkám.
Komediální prvky seriálu jsou zaměřeny na stereotypní rozdíly mezi kanadskou a americkou kulturou a také na extrémní slušnost a zvláštní schopnosti Frasera v porovnání s robustními a nevybíravými metodami detektiva Vecchia. Český dabing zajistili herci Petr Svoboda a Jiří Kvasnička.